# Cryphia excurvata
Cryphia excurvata är en fjärilsart som beskrevs av George Francis Hampson 1897. Cryphia excurvata ingår i släktet Cryphia och familjen nattflyn. Inga underarter finns listade i Catalogue of Life.